# ماريا آنا من إسبانيا
     لشخصية أخرى تحمل اسم الأرشيدوقة ماريا آنا من النمسا، طالع الأرشيدوقة ماريا آنا من النمسا (توضيح).

ماريا آنا من إسبانيا (بالإسبانية: María Ana de España)‏ (18 أغسطس 1606 - 13 مايو 1646)  كانت إمبراطورة رومانية مقدسة وملكة المجر وبوهيميا وألمانيا القرينة بزواجها من فرديناند الثالث، إمبراطور روماني مقدس، هي أبنة فيليب الثالث ملك إسبانيا ومارغريت من النمسا، قبل زواجها الإمبراطوري، كانت الزوجة المحتملة لـ تشارلز، أمير ويلز (في المستقبل:تشارلز الأول ملك إنجلترا) الحدث الذي عرف تاريخياً بـ(ماتش الإسباني).